# Via Labicana

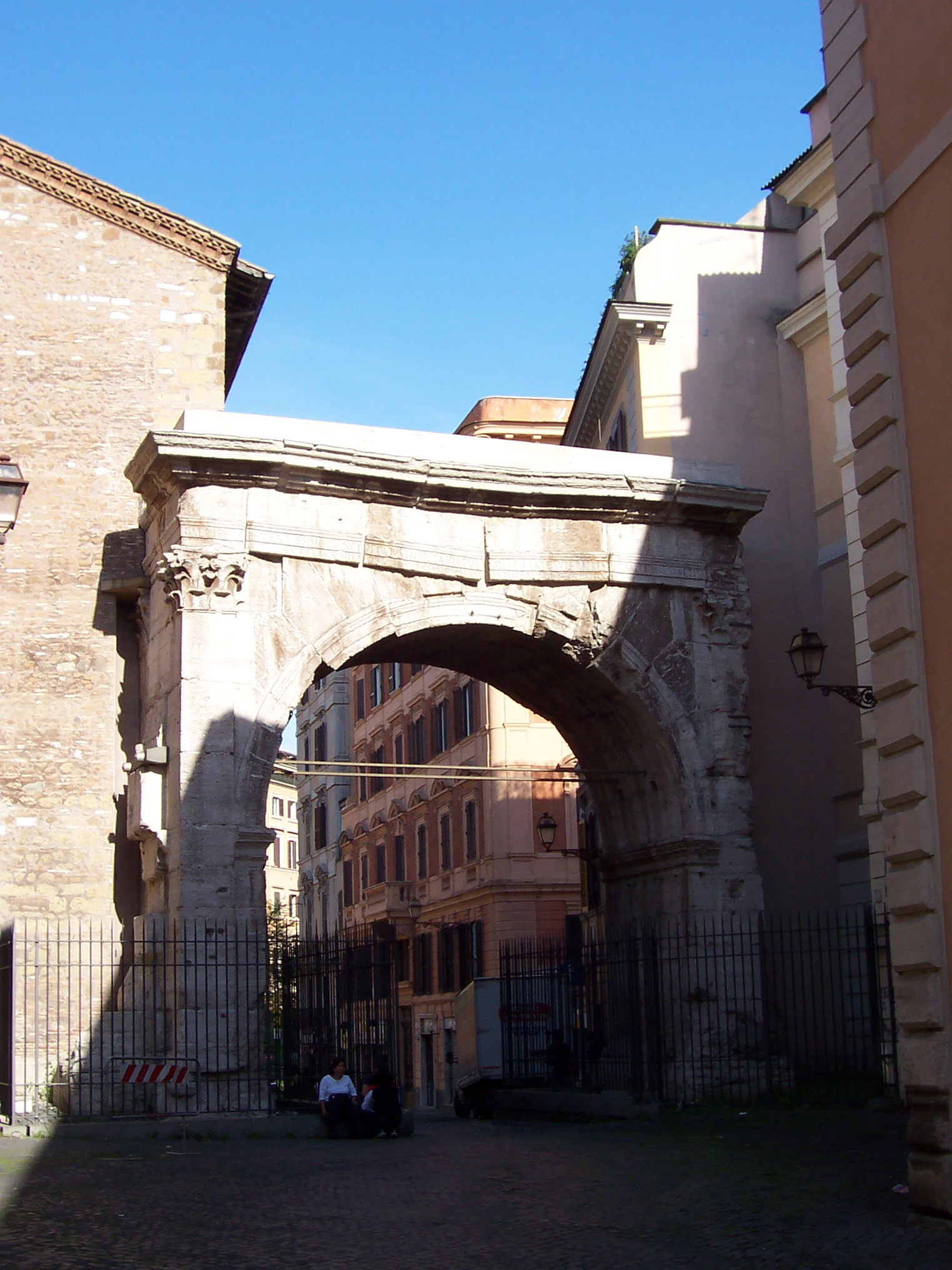
La Via Labicana partait de l'arc de Gallien, ancienne Porta Esquilina du mur Servien.

La Via Labicana est une ancienne voie romaine d'Italie, qui part de Rome en direction du sud-est. Elle partait de l'arc de Gallien, ancienne Porta Esquilina du mur Servien, de nos jours, dans le rione de Monti. 

## Itinéraire
La voie a probablement d'abord mené à Tusculum, puis elle a ensuite été prolongée vers Labici avant de devenir, plus tard encore, une importante voie de transit, surpassant même le trafic de la Via Latina comme route vers le sud-est, la distance de Rome à leur jonction principale Ad Bivium (ou à leur autre jonction de Compitum Anagninum) étant pratiquement identique par l'un ou l'autre itinéraire. Après leur jonction, il est probable que la route portait le nom de Via Latina. Le tracé de la route après les six premiers milles de Rome n'est pas identique à celui de la route moderne, mais peut être clairement repéré grâce à des vestiges de la chaussée et des édifices le long de son parcours.  

## Tracé dans la Ville
La Via Labicana entrait à Rome par la monumentale Porta Praenestina, et rejoignait la muraille servienne, passant sous la Porte Esquiline, décorée de l'Arc de Gallien. La section de la route située près de Rome porte désormais le nom de Via Casilina.

## Compléments
Une statue d'Auguste en pontifex maximus trouvée sur cette route dans la villa de Livie est conservée au musée national romain (musée du palazzo Massimo). 
L'empereur romain Didius Julianus a été enseveli au cinquième mille de la Via Labicana, après son exécution en 193.